# Park im. gen. M. Zaruskiego w Łodzi
Park im. Generała Mariusza Zaruskiego w Łodzi – park w Łodzi ulokowany w rejonie ulic Giewont, Potokowej, Skalnej i Szczytowej, na osiedlu Stoki, na najwyższym stopniu strefy krawędziowej Wzniesień Łódzkich, na terenie tzw. Górki Stokowskiej.

## Powstanie parku
Park utworzono w 1954 według projektu Kazimierza Chrabelskiego, pomiędzy dwoma, powstałymi od 1936 stokowskimi osiedlami ("na górce" – ul. Halna, Turnie, Wichrowa i "na dołku" - ul. Skalna, Zbocze, Górska, Szczytowa), a także przy wybudowanej w 1951 Szkole Podstawowej nr 139 w Łodzi.

## Nazwy parku na przestrzeni lat
Na początku park nazwano imieniem Janka Krasickiego. W związku z procesem dekomunizacji nazw miejskich, rozpoczętym od 1990 przez Radę Miejską Łodzi, nazwę tę anulowano uchwałą z dnia 16 stycznia 1991. Przez ponad trzy lata park nie posiadał żadnej nazwy, aż 27 maja 1994 Rada Miasta nazwała go imieniem Generała Mariusza Zaruskiego.
W 1998 w parku ustawiony został pamiątkowy obelisk, poświęcony obecnemu patronowi. 
Uchwałą Rady Miejskiej w Łodzi nr LXXIX/1414/10 z dnia 10 lutego 2010 r. przylegającej do parku bezimiennej ulicy (łączącej ulice Giewont i Jana Dębowskiego) nadano nazwę gen. Mariusza Zaruskiego.

## Charakterystyka
Powierzchnia parku wynosi ok. 9 ha. Jego atrakcjami są duże zróżnicowanie wysokościowe (deniwelacja wynosi prawie 20 metrów, a teren unosi się w kierunku północno-wschodnim, do wysokości ponad 270 m n.p.m.), tzw. "muszla" - usytuowana w jego środku (podczas budowy okolicznych osiedli mieściła się tam żwirownia, dostarczająca piasek do produkcji betonu) oraz możliwość obserwacji panoramy Łodzi.
Północną część parku (przypominającą swoim kształtem stadion lekkoatletyczny) od północy, wschodu i południa okala ulica Giewont (do 1967 fragment tej ulicy przy parku nosił nazwę: ulica Serpentyny). Południowa część parku sąsiaduje z ul. Giewont i Skalną oraz ze stadionem sportowym. Specyfiką tego miejsca jest charakterystyczna kamienista nawierzchnia ulicy Giewont (zwana potocznie kocimi łbami na Stokach) niepozwalająca na rozwijanie przez samochody wysokich prędkości, co sprzyja większemu bezpieczeństwu.
Wokół parku poza wspomnianymi osiedlami i szkołą mieszczą się: Schronisko dla bezdomnych mężczyzn Towarzystwa im. św. Brata Alberta Chmielowskiego i pętla tramwajowa.
W latach 2005–2007 między ul. Giewont i Skalną (przy dawnym Kinie "Stoki") przez Urząd Miasta Łodzi i Radę Osiedla Stoki został odnowiony i odpowiednio urządzony plac zabaw. W 2006 wyremontowano główną alejkę parkową.